# Ein Käfer gibt Vollgas
Ein Käfer gibt Vollgas je komedie režiséra Rudolfa Zehetgrubera z roku 1972 ze série filmů o autíčku Dudu. Snímek byl natočen v západoněmecko-švýcarské koprodukci.

## Děj
Jimmy Bondi (Rudolf Zehetgruber) se svým zázračným autíčkem VW-Käfer Dudu vyhlásili válku zločincům celého světa. Jejich práce je tentokrát zavede do Portugalska, kde mafiánský boss Marchese de la Sotta (Karl-Otto Alberty) pronásleduje bývalého vězně Plata (Joachim Fuchsberger), jenž má údajně znát skrýši forem k ražbě padělaných peněz.
Nikdo však netuší, že Plato je tajným vládním agentem, který se snaží padělatele usvědčit. Nastává boj mezi Sottem a jeho bandou na jedné straně Jimmym a jeho milou Magnolií (Kathrin Orginski), která by mu již ráda nasadila jařmo manželství, a Platem s jeho mladičkou průvodkyní Tamarou (Heidi Hansen) na straně druhé. S pomocí zázračného autíčka po mnoha peripetiích a různých zajetích, útěcích a rvačkách vše dobře dopadne. Sottova banda i on jsou přemoženi, pouze Jimmymu hrozí manželství stále akutněji.

## Hrají
- Karl-Otto Alberty - Marchese de la Sotta
- Arthur Duarte
- Joachim Fuchsberger - Plato
- Heidi Hansen - Tamara
- Kurt Jaggberg - Chico Capellas
- Kathrin Orginski - Magnolia
- Heinz Reincke - Maggio
- Sergio Testori - Gonzalez
- Hans Waldherr - Max Dralle
- Rudolf Zehetgruber - Jimmy Bondi
- Wolfgang Hess - hlas Maxe Dralleho
- Klaus Kindler - hlas Jimmy Bondiho

## Zajímavosti
- Snímek byl natáčen v portugalském Algarve.
- Série německých filmů o autíčku Dudu (1971-1978) byla natočena jako reakce na americké Disney filmy o autíčku Herbie (1968-2005). Prvním filmem z Dudu-série byl Ein Käfer geht auf's Ganze (1971), poté přišel právě Ein Käfer gibt Vollgas, následovaly ještě Ein Käfer auf Extratour (1973), Das verrückteste Auto der Welt (1975) a série byla spíše volně uzavřena snímkem Zwei tolle Käfer räumen auf (1978).